# Абу Биляль аль-Харби
Насир Мухаммад Авад аль-Гидан аль-Харби (араб. ناصر محمد عوض الغيدان الحربي‎), он же Абу Биляль аль-Харби (араб. أبو بلال الحربي‎) — саудовский террорист, руководитель регионального отделения международной террористической организации «Исламское государство» на территории Йемена.

## Биография
Родился 20 июля (по другим данным — 5 сентября) 1974 года в округе Эль-Касим, Саудовская Аравия.
По данным Министерства финансов США аль-Харби в сентябре 2014 года установил контакт с ИГ и в дальнейшем вербовал людей для военных сил ИГ в Йемене.
Погиб в 2017 году.